# Osteoglossinae
Sous-famille
Les Osteoglossinae sont une sous-famille de poissons téléostéens de la famille des Osteoglossidae.
Ils possèdent des barbillons et entre 10 et 17 rayons branchiostèges. 
Ils font partie des poissons les plus chers et difficiles à pêcher dans le jeu Nintendo Animal Crossing.

## Liste des genres
- genre Osteoglossum Cuvier, 1829
- genre Scleropages Günther, 1864